# Лаго (Павија)
Лаго је насеље у Италији у округу Павија, региону Ломбардија.
Према процени из 2011. у насељу је живело 21 становника. Насеље се налази на надморској висини од 223 м.